# Stagnicola (slak)
Stagnicola is een geslacht van weekdieren uit de klasse van de Gastropoda (slakken).

## Soorten
- Stagnicola archangelica (Kruglov & Starobogatov, 1986)
- Stagnicola arctica (Lea, 1864)
- Stagnicola armaniacensis (Noulet, 1857) †
- Stagnicola atra (Schrank, 1803)
- Stagnicola bouilleti (Michaud, 1855) †
- Stagnicola bucciniformis (Sacco, 1886) †
- Stagnicola catascopium (Say, 1816)
- Stagnicola corvus (Gmelin, 1791)
- Stagnicola forbesi (Gaudry & Fischer in Gaudry, 1867) †
- Stagnicola gloeeri (Vinarski, 2011)
- Stagnicola jaccardi (Maillard, 1892) †
- Stagnicola kreutzii (Łomnicki, 1886) †
- Stagnicola laurillardiana (Noulet, 1854) †
- Stagnicola montenegrinus Glöer & Pešić, 2009
- Stagnicola palustris (O. F. Müller, 1774)
- Stagnicola praebouilleti Schlickum, 1970 †
- Stagnicola reinholdkunzi Harzhauser & Neubauer in Harzhauser et al., 2012 †
- Stagnicola saridalensis Mozley, 1934
- Stagnicola subpalustris (Thomä, 1845) †
- Stagnicola syrtica (Peyrot, 1932) †
- Stagnicola turricula (Held, 1836)
- Stagnicola ventricosella (B. Dybowski, 1913)
- Stagnicola zebrella (B. Dybowski, 1913)